# ILLCHiLL
iLLCHiLL（イルチル）は、東京都にあったアーティストマネージメント兼、インディーズ系レコードレーベル。

## 概要
RIZEのマネージメント事務所として設立。以後形態を変え、Euntalk（ユンタク）として運営していた。

## 所属アーティスト
- 金子ノブアキ（RIZE）
- Def Tech
- Micro
- Shen
- Nagacho
- Loostripper

## 過去の所属アーティスト
- RIZE
- E.D.O.
- 日華 (ヒップホップMC)